# Neopaganisme uràlic
El neopaganisme uràlic consisteix en un conjunt de moviments contemporanis que busquen reviure o revitalitzar les religions ètniques dels pobles uràlics. Aquest renaixement es va produir a partir de les dècades de 1980 i 1990, després del col·lapse de la Unió Soviètica i paral·lelament a la reaparició del sentiment ètnic i cultural dels pobles uràlics de Rússia, Estònia i Finlàndia. De fet, els moviments neopagans a Finlàndia i Estònia tenen arrels molt més antigues, datades des de principis del segle xx.
Entre els pobles uràlics del Districte Federal del Volga, a Rússia (els finesos del Volga i els udmurts), l'acadèmic Victor Schnirelmann ha observat dos patrons de desenvolupament del neopaganisme: la reactivació de rituals autèntics i cerimònies d'adoració a les regions agrícoles, i el desenvolupament de doctrines sistematitzades entre els sectors urbans intel·lectuals que rebutgen l'Església Ortodoxa Russa, considerada una religió estrangera. El 2001 es va fundar la Comunió Uràlica, organització que cerca la cooperació entre les diferents institucions que promouen les religions indígenes uràliques.